# Cyathea metteniana
Cyathea metteniana là một loài thực vật có mạch trong họ Cyatheaceae. Loài này được (Hance) C. Chr. & Tardieu mô tả khoa học đầu tiên năm 1934.